# Exposed (album de Vince Neil)
Pour les articles homonymes, voir Exposed.
Albums de Vince Neil
Carved in Stone
(1995)
Singles
1. You're Invited (But You're Friend Can't Come)
Sortie : mai 1992
2. Sister of Pain
Sortie : mai 1993
3. Can't Have Your Cake
Sortie : juillet 1993

Exposed est le premier album solo du chanteur de Mötley Crüe, Vince Neil. Il est sorti le 27 avril 1993 sur le label Warner Bros. Records et a été produit par Ron Nevison.

## Historique
En 1992, Vince quitta Mötley Crüe et entra rapidement en contact avec son ami Phil Soussan qu'il a côtoyé récemment dans le film The Adventures of Ford Fairlane pour qu'il l'aide à écrire des chansons pour son futur album solo. Phil Soussan participa à l'écriture de cinq titres qui figureront sur l'album et produira les démos pour présenter les chansons à Warner Bros. Records. Il est aussi celui qui rassembla les musiciens pour le Vince Neil Band. ce dernier était au départ composé de Vince au chant, Phil Soussan à la basse, Adrian Vandenberg (ex Whitesnake) à la guitare, Bobbie Crane à la guitare rythmique et Vik Foxx (ex- Enuff Z'nuff) à la batterie.
Finalement, Steve Stevens (ex Billy Idol) prendra la place de guitariste et poussera Phil Soussan à quitter le groupe. Stevens, voulait aussi jouer de la basse sur l'album et lorsque le manager de Phil montra une ébauche de la pochette de l'album, Soussan constata que son nom avait été retiré des chansons qu'il avait écrites et que Stevens avait mis le sien à la place. Soussan engagea des poursuites et la justice lui donna raison, son nom apparaîtra bien sur les chansons qu'il a composées mais son départ du groupe était devenu inéluctable. Du coup, Robbie Crane passe de la guitare rythmique à la basse et Dave Marshall sera engagé pour la tournée.
L'album sera enregistré pour sa plus grande partie au Record Plant Studios de Hollywood avec quelques compléments enregistrés aux Rumbo Recorders studios, Canoga Park, Californie. On y trouve une reprise du groupe britannique Sweet,"Set Me Free". Jack Blades et Tommy Shaw, à cette époque membres des Damn Yankees, contribuèrent aussi à l'écriture de trois titres. La production est assurée par Ron Nevison, producteur américain renommé qui avait notamment travaillé avec Phil Soussan sur l'album d'Ozzy Osbourne, The Ultimate Sin et avec Blades et Shaw sur les deux albums des Damn Yankees.
Le premier single, "You're Invited (but you're Friend Can't Come)", sortira en 1992, la chanson faisant partie de la bande originale du film Encino Man et sera accompagné d'un clip vidéo. Le titre sera réenregistré plus tard avec Steve Stevens pour l'album.
L'album se classa à la 13e place du Billboard 200 aux États-Unis.

## Liste des titres
| No  | Titre                                       | Auteur                                  | Durée |
| --- | ------------------------------------------- | --------------------------------------- | ----- |
| 1.  | Look in Her Eyes                            | Vince Neil, Steve Stevens, Phil Soussan |       |
| 2.  | Sister of Pain                              | Neil, Jack Blades, Tommy Shaw           | 5:02  |
| 3.  | Can't Have Your Cake                        | Neil, Stevens                           | 3:56  |
| 4.  | Fine, Fine Wine                             | Neil, Soussan                           | 4:12  |
| 5.  | The Edge                                    | Neil, Stevens, Soussan                  | 4:53  |
| 6.  | Can't Change Me                             | Blades, Shaw                            | 4:39  |
| 7.  | Set Me Free (reprise de Sweet)              | Andrew Scott                            | 4:03  |
| 8.  | Living Is a Luxury                          | Neil, Stevens                           | 5:39  |
| 9.  | You're Invited (But Your Friend Can't Come) | Neil, Blades, Shaw                      | 4:22  |
| 10. | Gettin' Hard                                | Neil, Stevens, Soussan                  | 4:37  |
| 11. | Forever                                     | Neil, Stevens, Soussan                  | 5:11  |

| 12. | Blondes (Have More Fun) (reprise de Rod Stewart) | Jim Cregan, Rod Stewart                    | 3:48 |
| 13. | I Wanna Be Sedated (reprise des Ramones)         | Dee Dee Ramone, Joey Ramone, Johnny Ramone | 3:30 |

## Musiciens
- Vince Neil: chant, chœurs
- Steve Stevens: toutes les guitares, basse
- Vik Foxx: batterie, percussions
- Robbie Crane: basse
- Dave Marshall: guitares, il rejoint le groupe pour la tournée mais ne joue pas sur l'album.
- Robbie Buchanan: claviers
- Tommy Funderburke, Timothy B. Schmit, Donna McDaniel et Christina Nichols: chœurs

## Charts
Charts album
| Pays        | Durée du classement | Meilleur classement |
| ----------- | ------------------- | ------------------- |
| Allemagne   | 3 semaines          | 96e                 |
| Canada      | 9 semaines          | 22e                 |
| États-Unis  | 13 semaines         | 13e                 |
| Royaume-Uni | 1 semaine           | 44e                 |
| Suède       | 2 semaines          | 41e                 |
| Suisse      | 3 semaines          | 29e                 |

Charts singles
| Année | Single               | Chart                  | Durée du classement | Position |
| ----- | -------------------- | ---------------------- | ------------------- | -------- |
| 1993  | You're Invited...    | Mainstream Rock Tracks | 9 semaines          | 17e      |
| 1993  | You're Invited...    | UK Singles Chart       | 1 semaines          | 63e      |
| 1993  | Sister of Pain       | Mainstream Rock Tracks | 10 semaines         | 12e      |
| 1993  | Can't Have Your Cake | Mainstream Rock Tracks | 4 semaines          | 34e      |